# 细序薹草
细序薹草（学名：Carex tenuipaniculata）为莎草科薹草属的植物。分布于中国大陆的云南中部等地，生长于海拔2,100米的地区，多生于林下，目前尚未由人工引种栽培。